# Liste der Biografien/Kao
Liste der Biografien |
Portal Biografien |
Personensuche
# |
A |
B |
C |
D |
E |
F |
G |
H |
I |
J |
K |
L |
M |
N |
O |
P |
Q |
R |
S |
T |
U |
V |
W |
X |
Y |
Z |
?
 
Ka |
Kb |
Kc |
Kd |
Ke |
Kf |
Kg |
Kh |
Ki |
Kj |
Kl |
Km |
Kn |
Ko |
Kp |
Kr |
Ks |
Kt |
Ku |
Kv |
Kw |
Ky |
Kx |
Kz
 
Kaa–Kag |
Kah |
Kai |
Kaj |
Kak |
Kal |
Kam |
Kan |
Kao |
Kap |
Kar |
Kas |
Kat |
Kau |
Kav |
Kaw |
Kay |
Kaz
Die Liste der Biografien führt alle Personen auf, die in der deutschsprachigen Wikipedia einen Artikel haben. Dieses ist eine Teilliste mit 12 Einträgen von Personen, deren Namen mit den Buchstaben „Kao“ beginnt.

## Kao
- Kao, Archie (* 1969), US-amerikanischer SchauspielerArchie Kao (* 1969)

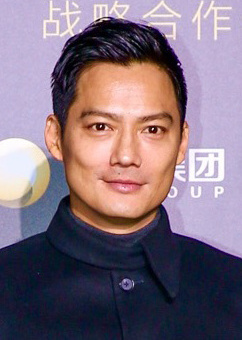
Archie Kao (* 1969)

- Kao, Charles Kuen (1933–2018), chinesischer Physiker, Nobelpreisträger für Physik 2009
- Kao, Cheng-jui (* 2004), taiwanischer Tischtennisspieler
- Käo, Henno (1942–2004), estnischer Kinderbuchschriftsteller
- Kao, Kim Hourn (* 1966), kambodschanischer Politologe, Generalsekretär der ASEAN
- Kao, Lawrence (* 1985), US-amerikanischer Schauspieler und Tänzer
- Kaō, Ninga, japanischer Maler
- Kao, Odej (* 1971), deutscher Informatiker und Hochschullehrer
- Käo, Tõnis (1940–2016), deutscher Industriedesigner
- Kao, Yi-Ching (* 1989), taiwanische Biathletin

### Kaou
- Kaouch, Adil (* 1979), marokkanischer Mittelstreckenläufer

### Kaov
- Kaovichit, Denkaosan (* 1976), thailändischer Boxer im Fliegengewicht